# South Kentish Town (London Underground)

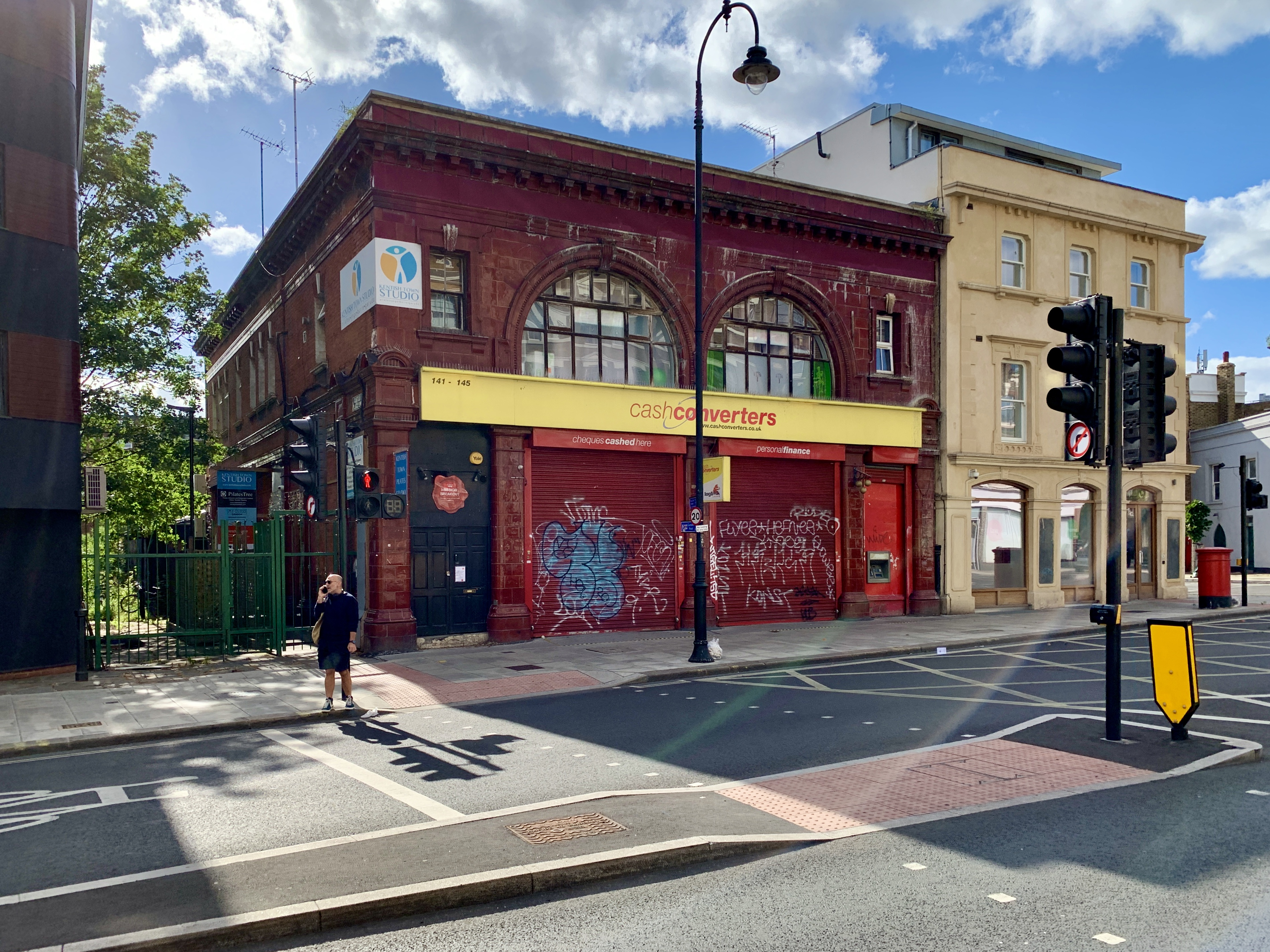
South Kentish Town im Jahr 2005

South Kentish Town ist eine geschlossene Station der London Underground. Sie liegt am High Barnet-Streckenast der Northern Line und war von 1907 bis 1924 in Betrieb.

## Geschichte
Die Station wurde am 22. Juni 1907 im Rahmen der Streckeninbetriebnahme der Charing Cross, Euston and Hampstead Railway zwischen Charing Cross und Highgate (heute Archway) eröffnet. Von Anfang an war South Kentish Town wegen der nahe gelegenen Stationen Camden Town und Kentish Town nur wenig frequentiert. Am Nachmittag des 5. Juni 1924 wurde die Station während eines Streiks im Elektrizitätswerk an der Lots Road geschlossen. Die Direktion entschied, sie wegen der geringen Fahrgastzahlen nicht wieder zu eröffnen.
Während des Zweiten Weltkrieges erfolgte der Umbau zu einem Luftschutzbunker, indem man den Bahnsteig abriss und je eine Trennwand zu den Gleisen errichtete. Im nun entstandenen Raum zog man eine Zwischendecke ein, um die Belegungskapazität zu erhöhen. Darüber hinaus wurden die Aufzüge entfernt und ein Treppenzugang errichtet. Die Einbauten der Kriegszeit sind inzwischen wieder entfernt worden und die Kaverne ist nun von durchfahrenden Zügen aus gut sichtbar. Die Oberflächengebäude stehen noch immer und werden von diversen Gewerbebetrieben genutzt.
John Betjeman schrieb 1951 ein Gedicht namens South Kentish Town. Es erzählt die fiktive Geschichte eines Fahrgastes, der sich in der geschlossenen Station verirrt.